# Magdalenae conversio
Magdalenae conversio (La conversione di Maddalena) è un oratorio di Carlo Goldoni del 1739, composto in un latino arcadizzato fra popolaresco e melodrammatico
Nella produzione di oratori e rappresentazioni sacre per i vari ospedali della Venezia dei secoli XVII e XVIII, la presenza del commediografo veneziano si limita a due pezzi: questo e l'operetta spirituale (o azione sacra) intitolata L'unzione del reale profeta Davide del 1759, dai quali emerge una vasta conoscenza della letteratura e della musica sacra.
In quest'opera, la rappresentazione sacra viene spogliata di ogni elemento barocco: in particolare, le figure del Cristo e di Maria Maddalena risentono già dell'idea di riforma goldoniana del teatro.